# Вулиця Бориса Тена (Київ)
Ву́лиця Бориса Тена — вулиця в Голосіївському районі міста Києва, місцевість Віта-Литовська. Пролягає від Бродівської вулиці до вулиці Князя Вітовта.

## Історія
Вулиця виникла у 2010-х роках під проектною назвою Проектна 12995. Сучасна назва на честь українського поета та перекладача Бориса Тена — з 2017 року.